# Brachydeutera dentata
Brachydeutera dentata är en tvåvingeart som beskrevs av Wayne N. Mathis och Winkler 2003. Brachydeutera dentata ingår i släktet Brachydeutera och familjen vattenflugor. Inga underarter finns listade i Catalogue of Life.